# Thomas Gast
Thomas Gast (Oosterbeek, 1 november 1983) is een Nederlands stand-upcomedian.
Na het doorlopen van het gymnasium volgde Gast een studie aan de universiteit. Op zijn vierentwintigste betrad hij voor het eerst het podium van stand-upcomedycafé Toomler, de thuisbasis van Nederlands eerste komediantencollectief Comedytrain. Zijn optreden was zo succesvol dat hij al gauw werd toegelaten als vast lid van het collectief. Hiernaast is Thomas Gast de assistent van de redactie van het satirische RTL 4-programma Dit was het nieuws.
Met Merijn Scholten vormde hij het cabaretduo De Partizanen.